# بریسو (بوئنوس آیرس)
بریسو (به اسپانیایی: Berisso) یک منطقهٔ مسکونی در آرژانتین است که در Berisso Partido واقع شده‌است. بریسو ۸۷٬۶۹۸ نفر جمعیت دارد و ۶ متر بالاتر از سطح دریا واقع شده‌است.